# "O"-Jung.Ban.Hap.
"O"-Jung.Ban.Hap. ("O" -正.反.合.) là album tiếng Hàn thứ ba của TVXQ, được phát hành vào 29 tháng 9 năm 2006 bởi SM Entertainment. Trong khi thị trường Âm nhạc Hàn Quốc đầy bất ổn thì album vẫn tiêu thụ được một số lượng lớn, có doanh thu đứng đầu tại Hàn Quốc vào năm 2006. Album đã giúp cho nhóm đạt được rất nhiều giải thưởng quan trọng. Album luôn nằm trong Top 50 hàng tháng Hàn Quốc (từ khi phát hành cho đến nay). Tính đến năm 2014, album đã tẩu tán được hơn 475.000 bản tính riêng tại Hàn Quốc.
Tên album có thể được hiểu là "O"-Justice.Opposition.Solution (Công bằng - Đối lập - Giải pháp), dựa trên thuyết luận án, phản đề, tổng hợp của Georg Wilhelm Friedrich Hegel.

## Các phiên bản và repackage
Album được phát hành 4 phiên bản khác nhau, gồm có phiên bản A và B, C và D. Các phiên bản A và B quảng bá cho ca khúc chủ đề "O"-Jung.Ban.Hap, trong khi các phiên bản C và D quảng bá ca khúc Balloons. Các phiên bản ban đầu của album với danh sách ca khúc ban đầu đã được phát hành trong CD và các định dạng cát-xét.
Đối với phiên bản D, công ty đã làm một nhãn bao bì độc đáo, với các thẻ bài đặc biệt in hình ảnh của các Thành viên mặc trang phục đi kèm với đĩa CD và DVD đặc biệt.
Tại Hồng Kông và Đài Loan, album đã được phát hành dưới tên "O"-Jing.Fan.Hap. và "O"-Zheng.Fan.He. tương ứng, trong khi ở Nhật Bản tên của album là "O" -Sei.Han.Go..

## Đĩa đơn

### "O"- Jung. Ban. Hap
Giai điệu của bài hát có tốc độ nhanh, là sự pha trộn của nhạc rock, hip hop. MV mất vài ngày để hoàn thành, các cảnh được ghép ở nhiều Quốc gia: U-Know Yunho tại Nhật Bản, Micky Yoochun và Max Changmin tại Praha, Hero Jaejoong ở Thái Lan và Xiah Junsu ở Hàn Quốc.

### Balloons
Giai điệu của Ballons thì khác biệt hoàn toàn với "O", bài hát được TVXQ hát lại của nhóm Five Fingers (một ban nhạc cũ của Hàn Quốc). Những lời bài hát nói về ước mơ tuổi thơ và kỷ niệm, thông điệp của bài hát là đừng quên tầm quan trọng của những giấc mơ khi họ trưởng thành.
Trong phần lời, "bóng vàng" đã được thay thành "bóng đỏ" để giống với màu đại diện fanclub của nhóm - Cassiopeia.

## Danh sách bài hát

### CD
| Version A +B | Version A +B                                                                                             | Version A +B                      | Version A +B                              | Version A +B |
| STT          | Nhan đề                                                                                                  | Phổ lời                           | Phổ nhạc                                  | Thời lượng   |
| ------------ | --- | --------------------------------- | ----------------------------------------- | ------------ |
| 1.           | ""O"-正・反・合 ("O"-Jung.Ban.Hap.)" ("O"-Thesis.Antithesis.Synthesis / "O"-Justice.Opposition.Solution) | Yoo Young-jin                     | Yoo Young-jin                             | 4:15         |
| 2.           | "세상에 단 하나뿐인 마음 (You're My Miracle)"                                                            | Kim Younghu                       | Kim Younghu                               | 3:59         |
| 3.           | "Hey! Girl"                                                                                              | Luther Squeak Jackson, Yoo Hanjin | Luther Squeak Jackson, Yoo Hanjin         | 4:18         |
| 4.           | "Get Me Some"                                                                                            | Tae-Hoon                          | La Verdi, Thomas Charles, Pandher, Daniel | 3:30         |
| 5.           | "I'll Be There"                                                                                          | Huang Seongje, Yoo Jenny          | Huang Seongje, Yoo Jenny                  | 3:29         |
| 6.           | "Remember"                                                                                               | Kim Jeongbae                      | Kenzie                                    | 4:16         |
| 7.           | "이제 막 시작된 이야기 (The Story Has Just Begun)"                                                       | Park Changhak, Yunsang            | Park Changhak, Yunsang                    | 4:13         |
| 8.           | "On & On"                                                                                                | Kim Younghu                       | Great Dane aka Carsten                    | 4:26         |
| 9.           | "Phantom (환영) (幻影)"                                                                                  | Kim Jeongbae                      | Kenzie                                    | 3:24         |
| 10.          | "You Only Love"                                                                                          | Lee Yunjae                        | Lee Yunjae                                | 3:11         |
| 11.          | "풍선 (Balloons)"                                                                                        | Lee Duheon, Kim Sungho            | Lee Duheon, Kim Sungho                    | 3:50         |

| Version C+D | Version C+D                                                                                              | Version C+D                       | Version C+D                               | Version C+D |
| STT         | Nhan đề                                                                                                  | Phổ lời                           | Phổ nhạc                                  | Thời lượng  |
| ----------- | --- | --------------------------------- | ----------------------------------------- | ----------- |
| 1.          | ""O"-正・反・合 ("O"-Jung.Ban.Hap.)" ("O"-Thesis.Antithesis.Synthesis / "O"-Justice.Opposition.Solution) | Yoo Young-jin                     | Yoo Young-jin                             | 4:15        |
| 2.          | "세상에 단 하나뿐인 마음 (You're My Miracle)"                                                            | Kim Younghu                       | Kim Younghu                               | 3:59        |
| 3.          | "Hey! Girl"                                                                                              | Luther Squeak Jackson, Yoo Hanjin | Luther Squeak Jackson, Yoo Hanjin         | 4:18        |
| 4.          | "Get Me Some"                                                                                            | Tae-Hoon                          | La Verdi, Thomas Charles, Pandher, Daniel | 3:30        |
| 5.          | "I'll Be There"                                                                                          | Huang Seongje, Yoo Jenny          | Huang Seongje, Yoo Jenny                  | 3:29        |
| 6.          | "네 곁에 숨쉴 수 있다면 (White Lie...)"                                                                  |                                   |                                           |             |
| 7.          | "Remember"                                                                                               | Kim Jeongbae                      | Kenzie                                    | 4:16        |
| 8.          | "이제 막 시작된 이야기 (The Story Has Just Begun)"                                                       | Park Changhak, Yunsang            | Park Changhak, Yunsang                    | 4:13        |
| 9.          | "On & On"                                                                                                | Kim Younghu                       | Great Dane aka Carsten                    | 4:26        |
| 10.         | "Phantom (환영) (幻影)"                                                                                  | Kim Jeongbae                      | Kenzie                                    | 3:24        |
| 11.         | "You Only Love"                                                                                          | Lee Yunjae                        | Lee Yunjae                                | 3:11        |
| 12.         | "풍선 (Balloons)"                                                                                        | Lee Duheon, Kim Sungho            | Lee Duheon, Kim Sungho                    | 3:50        |

| Phiên bản tại Nhật | Phiên bản tại Nhật                                                                                       | Phiên bản tại Nhật                | Phiên bản tại Nhật                        | Phiên bản tại Nhật |
| STT                | Nhan đề                                                                                                  | Phổ lời                           | Phổ nhạc                                  | Thời lượng         |
| ------------------ | --- | --------------------------------- | ----------------------------------------- | ------------------ |
| 1.                 | ""O"-正・反・合 ("O"-Jung.Ban.Hap.)" ("O"-Thesis.Antithesis.Synthesis / "O"-Justice.Opposition.Solution) | Yoo Young-jin                     | Yoo Young-jin                             | 4:15               |
| 2.                 | "세상에 단 하나뿐인 마음 (You're My Miracle)"                                                            | Kim Younghu                       | Kim Younghu                               | 3:59               |
| 3.                 | "Hey! Girl"                                                                                              | Luther Squeak Jackson, Yoo Hanjin | Luther Squeak Jackson, Yoo Hanjin         | 4:18               |
| 4.                 | "Get Me Some"                                                                                            | Tae-Hoon                          | La Verdi, Thomas Charles, Pandher, Daniel | 3:30               |
| 5.                 | "I'll Be There"                                                                                          | Huang Seongje, Yoo Jenny          | Huang Seongje, Yoo Jenny                  | 3:29               |
| 6.                 | "네 곁에 숨쉴 수 있다면 (White Lie...)"                                                                  |                                   |                                           |                    |
| 7.                 | "Remember"                                                                                               | Kim Jeongbae                      | Kenzie                                    | 4:16               |
| 8.                 | "이제 막 시작된 이야기 (The Story Has Just Begun)"                                                       | Park Changhak, Yunsang            | Park Changhak, Yunsang                    | 4:13               |
| 9.                 | "On & On"                                                                                                | Kim Younghu                       | Great Dane aka Carsten                    | 4:26               |
| 10.                | "Phantom (환영) (幻影)"                                                                                  | Kim Jeongbae                      | Kenzie                                    | 3:24               |
| 11.                | "You Only Love"                                                                                          | Lee Yunjae                        | Lee Yunjae                                | 3:11               |
| 12.                | "풍선 (Balloons)"                                                                                        | Lee Duheon, Kim Sungho            | Lee Duheon, Kim Sungho                    | 3:50               |
| 13.                | "You're My Miracle (Japanese version)"                                                                   |                                   |                                           |                    |

### DVD
| Version B | Version B                                                              | Version B  |
| STT       | Nhan đề                                                                | Thời lượng |
| --------- | ---------------------------------------------------------------------- | ---------- |
| 1.        | "Theater Drama "Vacation" Highlight"                                   |            |
| 2.        | "Theater Drama "Vacation" M/V '그리고... (Holding Back the Tears...)'" |            |
| 3.        | "Jacket Sketch in Prague"                                              |            |
| 4.        | "Interview about TVXQ Members"                                         |            |
| 5.        | ""O"- 正.反.合 ("O"-Jung.Ban.Hap.) M/V Making"                         |            |
| 6.        | ""O"- 正.反.合 M/V (2:00 version)"                                     |            |
| 7.        | "東方神起's Exclusive Story: Something New!"                           |            |

| Version C | Version C                                                    | Version C  |
| STT       | Nhan đề                                                      | Thời lượng |
| --------- | ------------------------------------------------------------ | ---------- |
| 1.        | "Talk 1: 극장드라마 (Drama Theater) 'Vacation' Introduction" |            |
| 2.        | "극장드라마 'Vacation' (Full version)"                       |            |
| 3.        | "Talk 2: 극장드라마 'Vacation' NG Special Behind"            |            |
| 4.        | "극장드라마 'Vacation' NG Special"                           |            |

| Version D | Version D                                                   | Version D  |
| STT       | Nhan đề                                                     | Thời lượng |
| --------- | ----------------------------------------------------------- | ---------- |
| 1.        | "Talk 1: The 3rd Album "O"-正.反.合. Showcase Introduction" |            |
| 2.        | "The 3rd Album "O"-正.反.合. Showcase (No Cut version)"     |            |
| 3.        | "Talk 2: 'Hug' Memory"                                      |            |
| 4.        | "'Hug' Music video"                                         |            |
| 5.        | "Talk 3: 'The Way U Are' Memory"                            |            |
| 6.        | "'The Way U Are' Music video"                               |            |
| 7.        | "Talk 4: '믿어요 (Believe)' Memory"                         |            |
| 8.        | "'믿어요 (Believe)' Music video"                            |            |
| 9.        | "Talk 5: 'Tri-Angle' Memory"                                |            |
| 10.       | "'Tri-Angle' Music video"                                   |            |
| 11.       | "Talk 6: 'Rising Sun' Memory"                               |            |
| 12.       | "'Rising Sun' Music video"                                  |            |
| 13.       | "Talk 7: '"O"-正.反.合.' Memory"                            |            |
| 14.       | "'"O"-正.反.合.' Music video"                               |            |
| 15.       | "Talk 8: '풍선 (Balloons)' Memory"                          |            |
| 16.       | "'풍선 (Balloons)' Music video"                             |            |
| 17.       | "'풍선 (Balloons)' M/V Making"                              |            |
| 18.       | "동방신기's Exclusive Story 2: Our Secret Code++"           |            |

## Xếp hạng và doanh thu

### Bảng xếp hạng đĩa đơn và album Hàn Quốc[6]
| Bảng xếp hạng   | Vị trí | Doanh thu |
| --------------- | ------ | --------- |
| Tháng 9 (2006)  | #1     | 120.505   |
| Tháng 11 (2006) | #1     | 144.535   |
| Tháng 12 (2006) | #6     | 20.046    |
| Tháng 1 (2007)  | #10    | 10.144    |
| Tháng 2 (2007)  | #13    | 5.507     |
| Tháng 3 (2007)  | #11    | 3.642     |
| Tháng 4 (2007)  | #19    | 2.325     |
| Tháng 5 (2007)  | #15    | 2.864     |
| Tháng 6 (2007)  | #28    | 1.429     |
| Tháng 7 (2007)  | #28    | 1.429     |
| Tháng 8 (2007)  | #18    | 2.730     |
| Tháng 9 (2007)  | #36    | 1.018     |
| Tháng 10 (2007) | #39    | 1.955     |
| Tháng 11 (2007) | #35    | 1.457     |
| Tháng 12 (2007) | #46    | 1.055     |
| Tháng 1 (2008)  | #24    | 1.685     |
| Tháng 2 (2008)  | #28    | 1.502     |

### Top 100 Bảng xếp hạng năm Hàn Quốc
| Năm  | Vị trí | Doanh thu | Tổng doanh thu                               |
| ---- | ------ | --------- | -------------------------------------------- |
| 2006 | #1     | 349.317   | 387.046 *không bao gồm doanh số ở nước ngoài |
| 2007 | #22    | 36.044    | 387.046 *không bao gồm doanh số ở nước ngoài |